# 早川和余
早川 和余（はやかわ かずよ、1978年8月9日 - ）は、日本のラジオDJ、パーソナリティ、司会者。愛知県刈谷市出身。キッスコーポレーション所属。

## 経歴
1998年に短期大学在学中に名古屋市のコミュニティ放送SHANANA! FMでDJデビュー。その後、エフエム愛知、岐阜FM、CBCラジオの番組でパーソナリティを務める傍ら、イベントMCやCMナレーション、レポーターの仕事に携わる。
2004年にFM802のDJオーディションに合格し、同年10月から『FUNKY JAMS 802』でFM802のDJとして活動を開始。さらに2006年には、ZIP-FMのZIP-FM MUSIC NAVIGATOR（現ZIP-FM NAVIGATOR）に合格し、同年4月から2009年3月まで活動していた。

## 人物
- 趣味は旅行、読書、銭湯、文具集め[1][2]。
- 特技はもんじゃ焼き、畑仕事[1]。
- 普通二輪車免許を取得しており、250ccバイクに乗車してツーリングを行っていた（現在は乗っていない）[1][2]。
- ホームヘルパー2級の資格を取得しており[1]、かつては介護の仕事にも携わっていた[2]。

## 出演

### ラジオ番組

#### 現在の出演番組
FM802
- MAGIC NUMBER 802（2015年10月 - ）

#### 過去の出演番組
FM802
- FUNKY JAMS 802（2004年10月 - 2006年9月）
- ROCK KIDS 802（2004年1月 - 2006年9月）- アシスタントDJ
- WEEKEND A-GO-GO（2006年10月 - 2008年9月）
- BEAT EXPO（2008年10月 - 2012年3月）
- SUNDAY SUNSET STUDIO（2012年4月 - 2015年9月）
- Night Groomin'（2018年4月 - 2020年3月）
- 802 BINTANG GARDEN「ドリカム歌物語」（2024年3月24日）- DREAMS COME TRUEの歌詞を元にした物語の朗読者として出演[3]

ZIP-FM
- RADIMO FREAK（2006年4月 - 2007年3月）
- ACROSS THE TIME（2007年4月 - 2009年3月)

エフエム愛知
- Pasco ブランチナビゲーター（2000年）
- テルミナ ビバ サウンド（2001年）
- Just in my time（2003年）

岐阜FM Radio 80（現・エフエム岐阜）
- HITS RADIO SATURDAY（2001年）

CBCラジオ
- めがとんワイド 高田屋かふぇー（2001年）

### その他出演
- 愛・地球博開幕1年前カウントダウンイベント（2004年3月20日） - イベントMC
- 浜名湖花博（2004年） - サテライト放送MC
- SAKAE SP-RING（2006年5月13日）- ステージMC
- マンモスフリーマーケット - イベントMC